# Élections législatives de 1946 en Loir-et-Cher
Les élections législatives françaises de 1946 se tiennent le 10 novembre. Ce sont les premières élections législatives de la Quatrième république, après l'adoption lors du référendum du 13 octobre d'une nouvelle constitution.

## Mode de scrutin
L'Assemblée nationale est composée de 618 sièges pourvus au scrutin proportionnel plurinominal suivant la règle de la plus forte moyenne dans le cadre départemental, sans panachage. 
Le vote préférentiel est admis, en inscrivant un numéro d'ordre en face du nom d'un, de plusieurs ou de tous les candidats de la liste. Mais l'ordre ne pourra être modifié que si au moins la moitié des suffrages portés sur la liste est numéroté. Dans les faits les modifications ne dépasseront jamais les 7%.
Dans le département des Loir-et-Cher, quatre députés sont à élire.

## Élus
| Député sortant  | Parti | Parti | Député élu ou réélu | Parti | Parti |
| --------------- | ----- | ----- | ------------------- | ----- | ----- |
| Bernard Paumier |       | PCF   | Bernard Paumier     |       | PCF   |
| Kléber Loustau  |       | SFIO  | Kléber Loustau      |       | SFIO  |
| André Burlot    |       | MRP   | André Burlot        |       | MRP   |
| Robert Bruyneel |       | PRL   | Robert Bruyneel     |       | PRL   |

## Résultats

### Résultats à l'échelle du département
| Parti    | Parti                                                   | Tête de liste     | Résultats | Résultats | Sièges |  |
| Parti    | Parti                                                   | Tête de liste     | Voix      | %         |        |  |
| -------- | ------------------------------------------------------- | ----------------- | --------- | --------- | ------ |  |
|          | Parti républicain de la liberté                         | Robert Bruyneel   | 32 539    | 27,37     | 1      |  |
|          | Parti communiste français                               | Bernard Paumier   | 30 407    | 25,58     | 1      |  |
|          | Section française de l'Internationale ouvrière          | Kléber Loustau    | 21 106    | 17,75     | 1      |  |
|          | Mouvement républicain populaire                         | André Burlot      | 20 411    | 17,17     | 1      |  |
|          | Rassemblement des gauches républicaines-Union gaulliste | Robert Le Guyon   | 8 582     | 7,22      | -      |  |
|          | Républicains indépendants                               | Joseph Beaujannot | 5 834     | 4,91      | -      |  |
|          |                                                         |                   |           |           |        |  |
| Inscrits | Inscrits                                                | Inscrits          | 156 047   | 100,00    | 4      |  |
| Votants  | Votants                                                 | Votants           | 121 637   | 77,95     |        |  |
| Exprimés | Exprimés                                                | Exprimés          | 118 879   | 97,73     |        |  |